# Margaret Pellegrini
Pour les articles homonymes, voir Pellegrini.
Margaret Pellegrini est une actrice américaine née Williams le 23 septembre 1923 à Tuscumbia dans l'Alabama et morte le 7 août 2013  à Glendale en Arizona.

## Biographie

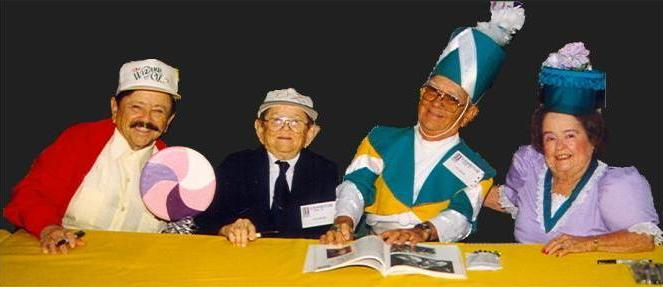
De droite à gauche : Margaret Pellegrini, Clarence Swensen, Karl Slover et Jerry Maren déguisés en Munchkin (1998).

Cette actrice de petite taille (1,22 m) est essentiellement connue pour avoir joué le rôle d'un Munchkin dans le film Le Magicien d'Oz en 1939.

## Filmographie

### Cinéma
- 1939 : Le Magicien d'Oz de Victor Fleming : Munchkin Villager / Sleepyhead (non créditée)
- 1971 : Johnny s'en va-t-en guerre